# Skytshelgen
En skytshelgen er en helgen som siges at beskytte et område, en person, folkegruppe e.l.

## Kendte skytshelgener
- Skt. Agathe, skytshelgen for ammer og brystkræftpatienter, fordi hun angiveligt fik sine bryster afskåret. Dertil er hun skytshelgen for ofre for voldtægt eller tortur, og for klokkestøbere (ud fra formen på kvindebryst), samt for bagere. Disse fik brødene velsignet på hendes festdag. Videre er Skt. Agatha skytshelgen for Catania, Sorihuela del Guadalimar i Spanien, Molise, San Marino, Malta og Kalsa, en historisk bydel i Palermo.
- Skt. Gabriel, skytshelgen for alle budbringere, fordi han som ærkeengel bar bud til jomfru Maria om, at hun skulle føde en søn. Derved er han skytshelgen for postbude, ansatte indenfor radio, telegraf og fjernsyn, diplomater og frimærkesamlere.[1]
- Skt. Hallvard, skytshelgen for Oslo. Hallvard Vebjørnsson blev angivelig dræbt og sænket i Drammensfjorden i 1043, da han forsøgte at beskytte en kvinde, der var anklaget for tyveri.[2]
- Skt. Magnus, skytshelgen for Orkneyøerne.
- Skt. Laurentius, skytshelgen for Esbønderup.
- Skt. Lucia, skytshelgen for sin hjemby Syrakus; og dertil for blinde, idet hun angiveligt selv fik øjnene stukket ud. Hun deler sin festdag med Skt. Odile, der er skytshelgen for dem med øjensygdom. Skt. Odile (660-720) var født blind og levede som priorinde i Elsass.[3]
- Skt. Thomas, skytshelgen for bl.a. Indien og Pakistan, Portugal, St. Thomas-øerne.
- Den Hellige Birgitta af Sverige, skytshelgen for Sverige og birgittinere, samt for Europa. (1999)
- De Hellige Syv Sovere, skytshelgener mod søvnløshed og feber, optræder også i sura 18 i Koranen.[4] Deres påståede hule i Efesos blev genopdaget i 1926.
- Skt. Helena, skytshelgen for Rusland.
- Skt. Kasimir, skytshelgen for Litauen.
- Skt. Stanislav, skytshelgen for Polen.
- Skt. Jørgen/Skt. Georg, skytshelgen for England, Litauen, Katalonien, Moskva, Genua, Lod, soldater, riddere, spejdere.
- Skt. Joseph de Anchieta, skytshelgen for skoliose -ramte
- Skt. Andreas, skytshelgen for Skotland, Rusland, Grækenland og Rumænien.
- Skt. Peter/Skt. Peder, skytshelgen for Rom, bagere og fiskere.
- Skt. Peter de Betancur, skytshelgen for hjemløse og dem, der tager sig af syge.
- Skt. Nikolaus, skytshelgen især for børn, men også for Rusland, Grækenland og Sicilien samt for erhvervsgrupper som skippere, fiskere, bagere, apotekere, pantelånere og jurister.
- Skt. Katharina, skytshelgen for keramikere, spindere, bibliotekarer, sekretærer, jurister, lærere og skolebørn.
- Skt. Clara, skytshelgen for broderi [5] og øjensygdomme.[6] I 1958 gjorde pave Pius 12. hende også til skytshelgen for fjernsyn. Årsagen var, at da Skt. Clara en juleaften var for syg til at gå til messe, så hun den i stedet projiseret på væggen i sit værelse.[7]
- Skt. Francis de Sales (1567-1622), skytshelgen for journalister og forfattere fordi han selv skrev meget, både bøger og pamfletter.[8]
- Skt. Martin de Porres (1579–1639), søn af en farvet kvinde og en mand af spansk herkomst fra Lima; skytshelgen for barberere [9] (fordi hans mor satte ham i lære hos en bartskærer, da han var 12),[10] frisører og folk af blandet race.[11]